# Bern-Tempel

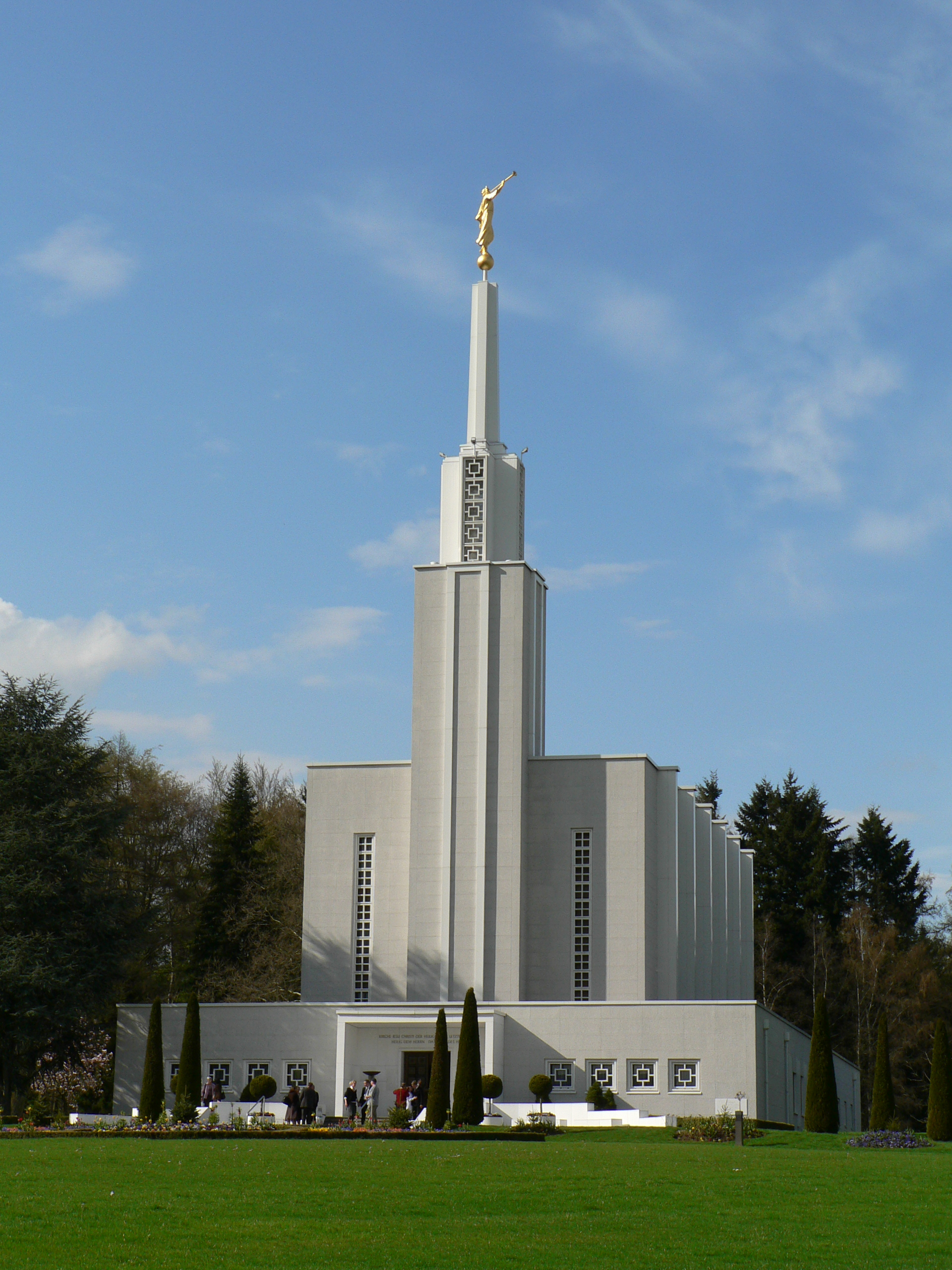
Bern-Tempel (2008)

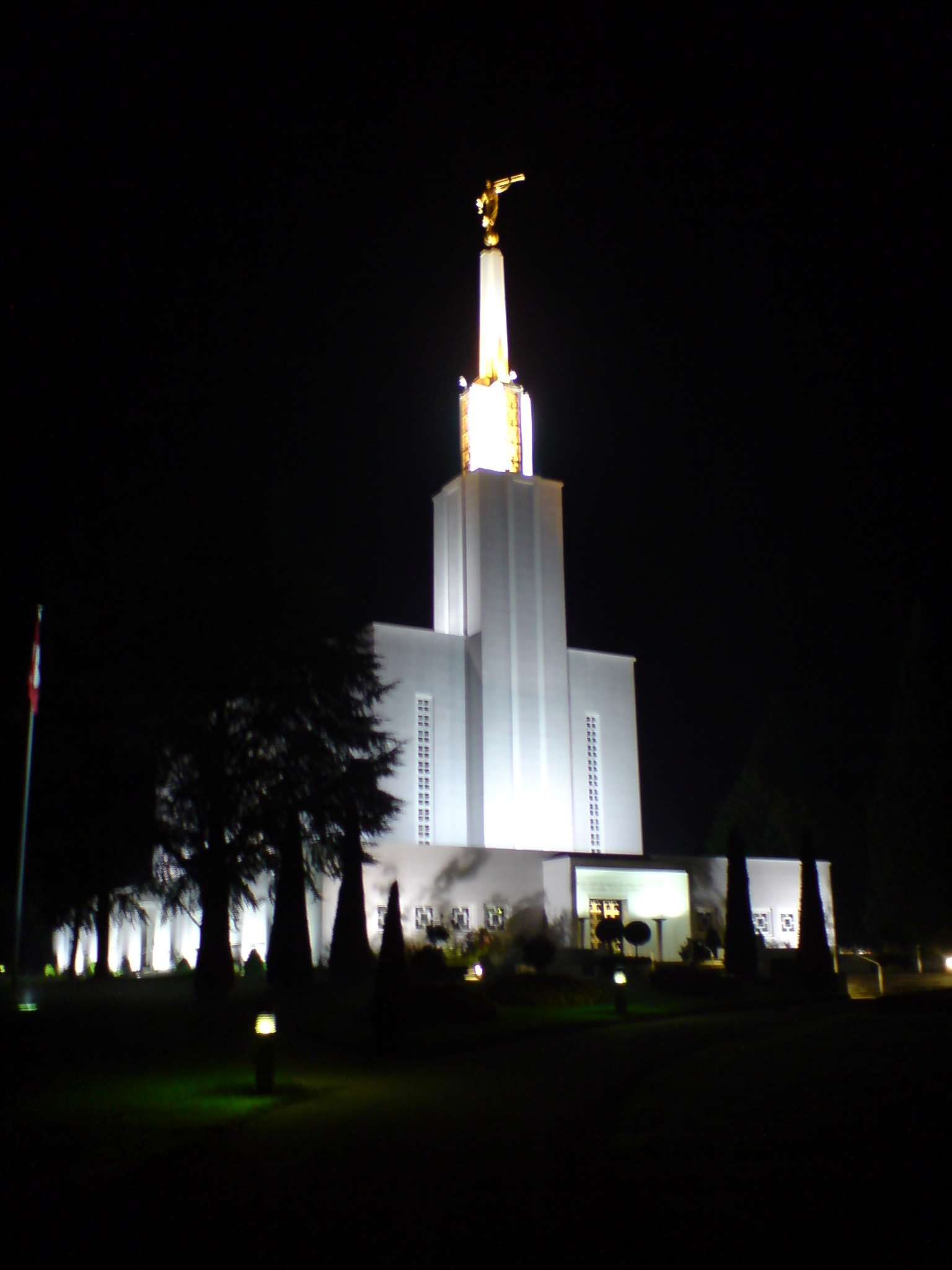
Bern-Tempel (2006)

Der Bern-Tempel ist der neunte bestehende und der erste in Europa errichtete Tempel der Kirche Jesu Christi der Heiligen der Letzten Tage. Er steht in dem mit Zollikofen zusammengewachsenen Ortsteil Allmend der Gemeinde Münchenbuchsee in der Schweiz.
Der Tempeleingang ist annähernd nach Süden gerichtet, während die Figur des Engels Moroni auf der Turmspitze seine Posaune mehr nach Osten hält. Eine religiöse Vorschrift zur Ausrichtung gibt es in dieser Kirche nicht, wie am Vergleich von Luftaufnahmen mehrerer Tempel zu sehen ist. Architektonische Schwesterbauten entstanden in London und Neuseeland. 

## Geschichte
Das etwa 2,8 Hektar große Tempelgelände wurde im Juli 1952 von Kirchenpräsident David O. McKay und Samuel E. Bringhurst, damals Präsident der Schweiz-Österreich-Mission, ausgewählt. Architekten waren Edward O. Anderson und Wilhelm Zimmer. Der erste Spatenstich und die Weihung des Tempelplatzes wurden am 5. August 1953 von David O. McKay durchgeführt, der am 11. September 1955 ebenfalls die Weihung des fertiggestellten Tempels vornahm.
Für den ersten internationalen Tempel dieser Kirche, in dessen Einzugsbereich 37 Sprachen (im Jahr 2005) gesprochen wurden, stellte das Endowment (die Begabung), als Weg des Menschen von der Schöpfung bis zur Rückkehr zu Gott, eine besondere Herausforderung dar. Sie wurde durch den noch jungen Gordon B. Hinckley während eines Jahres mit professionellen Helfern gelöst, indem der belehrende Hauptteil als Film mit entsprechenden Tonspuren zur Vorführung kam. Bis dahin spielten dazu berufene Mitglieder live eine Abfolge jener Szenen vor. Alle später errichteten oder renovierten Tempel arbeiten gleichfalls mit der filmischen Unterstützung.
Der Tempel wurde nach Neugestaltung des Inneren am 23. Oktober 1992 vom Mitglied der Kirchenpräsidentschaft Gordon B. Hinckley erneut geweiht.
Aus Anlass des 50-jährigen Jubiläums der Weihung wurde am 7. September 2005 eine 4 Meter hohe Statue des Engels Moroni auf der Turmspitze angebracht.